# Actinobacteria
Actinobacteria este o încrengătură de bacterii Gram-pozitive care se regăsesc atât în mediul terestru, cât și în cel acvatic.

## Caracteristici
Actinobacteriile, în special Streptomyces spp., sunt cunoscute pentru capacitatea lor de a biosintetiza compuși folositori în domeniul medical, precum sunt compuși cu proprietăți antibacteriene, antifungice, antivirale, antitrombotice și antitumorale. De asemenea, în agricultură se folosesc insecticide, erbicide, fungicide și substanțe promotoare de creștere pentru plante și animale. Antibioticele cele mai importante derivate de la specii de actinobacterii sunt aminoglicozidele, antraciclinele, cloramfenicolul, macrolidele, tetraciclinele, etc.